# اوشتروهه
اوشتروهه (به آلمانی: Ostrohe) یک شهر در آلمان است که در دیمارشن واقع شده‌است. اوشتروهه ۹۵۹ نفر جمعیت دارد.